# Yeah! Meccha Holiday
Singles de Aya Matsuura
Momoiro Kataomoi
(2002) The Bigaku
(2002)
Yeah! Meccha Holiday (Yeah! めっちゃホリディ) est le 6e single de Aya Matsuura, sorti le 29 mai 2002 au Japon sous le label Zetima, dans le cadre du Hello! Project.

## Présentation
Le single est écrit et produit par Tsunku. Il atteint la 2e place du classement de l'Oricon. Il se vend à 65 060 exemplaires la première semaine, et reste classé pendant 19 semaines, pour un total de 130 960 exemplaires vendus.
La chanson-titre du single figurera sur son deuxième album T.W.O de 2003, ainsi que dans une version remixée sur son troisième album X3 de 2004, puis sur la compilation Aya Matsuura Best 1 de 2005. Elle sera reprise en 2006 par Berryz Kōbō sur le mini-album 3 Natsu Natsu Mini Berryz.

## Liste des titres
Toutes les chansons sont écrites et composées par Tsunku.
| 1. | Yeah! Meccha Holiday (Yeah! めっちゃホリディ)                               | Yuichi Takahashi | 3:50 |
| 2. | Tsumannai yo... (つまんないよ…)                                             | Reiji Matsumoto  | 4:38 |
| 3. | Yeah! Meccha Holiday (Instrumental) (Yeah! めっちゃホリディ (Instrumental)) | Yuichi Takahashi | 3:46 |